# 威远华溪蟹
威远华溪蟹（学名：Sinopotamon weiyuanense）为溪蟹科华溪蟹属的动物。在中国大陆，分布于四川等地，常见于海拔500 米上下的丘陵地带的小溪卵石下。